# Monochamus spectabilis
Monochamus spectabilis es una especie de escarabajo longicornio del género Monochamus, familia Cerambycidae. Fue descrita científicamente por Perroud en 1855.
Esta especie se encuentra en varios de África.